# Duponchelia lanceolalis
Duponchelia lanceolalis es una especie de polillas perteneciente a la familia Crambidae. Fue descrita por Achille Guenée en 1854. Se encuentra en Sudáfrica y Zimbabue.